# Rosopaella napais
Rosopaella napais är en insektsart som beskrevs av George Willis Kirkaldy 1907. Rosopaella napais ingår i släktet Rosopaella och familjen dvärgstritar. Inga underarter finns listade i Catalogue of Life.